# Municipio de Orwell (Minnesota)
El municipio de Orwell (en inglés: Orwell Township) es un municipio ubicado en el condado de Otter Tail en el estado estadounidense de Minnesota. En el año 2010 tenía una población de 170 habitantes y una densidad poblacional de 1,88 personas por km².

## Geografía
El municipio de Orwell se encuentra ubicado en las coordenadas 46°13′54″N 96°11′40″O / 46.23167, -96.19444. Según la Oficina del Censo de los Estados Unidos, el municipio tiene una superficie total de 90.47 km², de la cual 86,58 km² corresponden a tierra firme y (4,29 %) 3,88 km² es agua.

## Demografía
Según el censo de 2010, había 170 personas residiendo en el municipio de Orwell. La densidad de población era de 1,88 hab./km². De los 170 habitantes, el municipio de Orwell estaba compuesto por el 96,47 % blancos, el 3,53 % eran asiáticos. Del total de la población el 0,59 % eran hispanos o latinos de cualquier raza.